# Leonard Tomaszewski
Leonard Tomaszewski (ur. 27 maja 1899, zm. 30 listopada 1972 w Warszawie) – polski architekt, urbanista i wykładowca akademicki.

## Życiorys
W 1916 ukończył studia w Instytucie Inżynierii w Petersburgu. Po przyjeździe do Polski kontynuował kształcenie na Wydziale Architektury Politechniki Warszawskiej (PW). W 1929 uzyskał dyplom architekta.
Od 1930 do 1934 był kierownikiem referatu Biura Planu Regionalnego Warszawy, a w latach 1934–1939 Działu Urbanistyki Związku Miast Polskich. Był takę rzeczoznawca urbanistycznym związku. Ponadto w owym czasie publikował także artykuły w „Przeglądzie Budowlanym” oraz „Architekturze i Budownictwie”
Po okupacji niemieckiej Polski był zatrudniony w latach 1945–1948 jako kierownik Pracowni Urbanistycznej w Poznaniu. Od 1948 kierował pracownią w biurze architektonicznym Miastoprojekt Stolica w Warszawie. Był także adiunktem w katedrze urbanistyki Wydziału Architektury (PW).
Należał do Stowarzyszenia Architektów Rzeczypospolitej Polskiej (SARP), do którego wstąpił w okresie międzywojennym. Od 1930 był także członkiem Towarzystwa Urbanistów Polskich (TUP). W 1963 wyróżniono go członkostwem honorowym TUP.
Po śmierci spoczął na cmentarzu Powązkowskim w Warszawie.

## Dokonania
- Morski Instytut Rybacki w Gdyni – współautor: Juliusz Żakowski
- Dom A. Kozłowskiego (wielorodzinny) w Warszawie przy ul. Berezyńskiej 7 na Saskiej Kępie (1938) – współautor: Zygmunt Tarasin[3]

### Konkursy
- Projekt gmachu Szkoły Nauk Politycznych w Warszawie (1926) – (zakup)
- Projekty typów mieszkań w domach czterokondygnacyjnych przy zabudowaniu nowych dzielnic miasta w Warszawie (1929) – współautor: Antoni Kowalski (II nagroda równorzędna)
- Projekt na rozplanowanie terenów Pola Mokotowskiego i folwarku Rakowiec wraz z przyległymi terenami w Warszawie (1934) – współautor: Józef Łowiński (nagroda równorzędna)
- Projekt Muzeum Morskiego w Gdyni (1937) – współautorzy: Juliusz Żakowski i Stanisław Fiszer (nagroda)[4]
- SARP nr 168 – Projekt na rozwiązanie architektoniczne gmachu Ministerstwa Skarbu w Warszawie (1948) – współautor: Bolesław Szmidt (I nagroda)
- SARP nr 182 – Projekty na ukształtowanie przestrzenne ośrodka uniwersyteckiego w Łodzi (1949) – współautor: Józef Łowiński (I i II nagroda)
- Projekt Centralnego Placu w Warszawie (1953) – współautorzy: Konstanty Kokozow, Mikołaj Kokozow, Józef Łowiński i Jerzy Wasilewski (wyróżnienie równorzędne)
- Projekt stadionu międzydzielnicowego na Pradze w Warszawie (1954) – współautorzy: Danuta Bredy-Brzuchowska, Julian Brzuchowski, Jan Mariański i Józef Łowiński (II nagroda równorzędna)
- Projekt urbanistyczno-architektoniczny fragmentu Śródmieścia Gdańska (1953) – współautorzy: Józef Łowiński, Wiesław Nowak i Władysław Strumiłło (wyróżnienie)
- SARP nr 239 – Projekt zabudowy terenu wschodniej strony ul. Marszałkowskiej na odcinku pl. Centralnego, tzw. Ściana Wschodnia w Warszawie (1958) – współautorzy: Ryszard Karłowicz, Jadwiga Guzicka i Ireneusz Rolek, współpraca: Maria Rędziejowska, Jerzy Teliga i Karol Żarski (wyróżnienie II stopnia równorzędne)
- Projekt koncepcyjny urbanistyczno-architektoniczny Placu Wiosny Ludów w Poznaniu (1960) – współautorzy: Stanisław Niewiadomski i Władysław Strumiłło (wyróżnienie)
- Projekt przepraw mostowych przez Wisłę w Warszawie (1961) – współautorzy: Józef Łowiński, Bogdan Kuś, Józef Lemański, Wiesław Rososiński, Aleksander Włodarz i Wacław Zalewski z zespołem (nagroda równorzędna za przeprawę mostową „Łazienkowska”, wyróżnienie równorzędne za przeprawę mostową „Świętokrzyska”)
- SARP nr 331 – Projekt rozwiązania centrum Płocka (1962) – współautorzy: Ryszard Karłowicz i Eugeniusz Kosiacki, współpraca: Małgorzata Todorowa i Rafał Chołdziński (wyróżnienie II stopnia równorzędne)
- Projekt koncepcyjny otoczenia dworca Zachodniego w Warszawie (1966) – współautorzy: Witold Benedek i Stanisław Niewiadomski (wyróżnienie I stopnia równorzędne)
- Projekt koncepcyjny zagospodarowania przestrzennego centrum Warszawy (1969) (wyróżnienie III stopnia)
- Projekt zabudowy dzielnicy Czechów w Lublinie (1969) – współautorzy: Jerzy Androsiuk, Stanisław Fijałkowski, Rita Nowakowska, Tadeusz Nowakowski i Zdzisław Lechus (III wyróżnienie równorzędne)

## Odznaczenia i nagrody
- Krzyż Kawalerski Orderu Odrodzenia Polski, 1964[1]
- Członek honorowy Towarzystwa Urbanistów Polskich, 1963